# Gho Manhasan
Gho Manhasan is een plaats en “notified area” in het district Jammu van het Indiase unieterritorium Jammu en Kasjmir.

## Demografie
Volgens de Indiase volkstelling van 2001 wonen er 3.709 mensen in Gho Manhasan, waarvan 53% mannelijk en 47% vrouwelijk is. De plaats heeft een alfabetiseringsgraad van 67%.